# Théâtre libéré

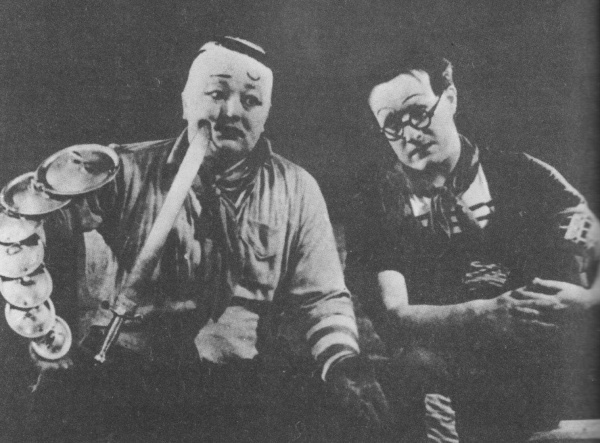
Jiří Voskovec et Jan Werich en 1938, année où fut fermé le Théâtre libéré.

Le Théâtre libéré (Osvobozené divadlo) était un Théâtre d'avant-garde de Prague, fondé en 1926 en tant que section théâtrale de Devětsil, groupement artistique de l'avant-garde tchécoslovaque qui fut, lui, créé en 1920. Les débuts du Théâtre libéré furent fortement influencés par le dadaïsme, le futurisme, le constructivisme et le surréalisme, puis par le poétisme. Bien qu'orienté à gauche, il fut critique envers les communistes. Le Théâtre libéré avait une conception moderne de la scène, avec une emphase sur l'éclairage et plus d'interactions entre les acteurs et le public.

## Nom et intentions

### Nom

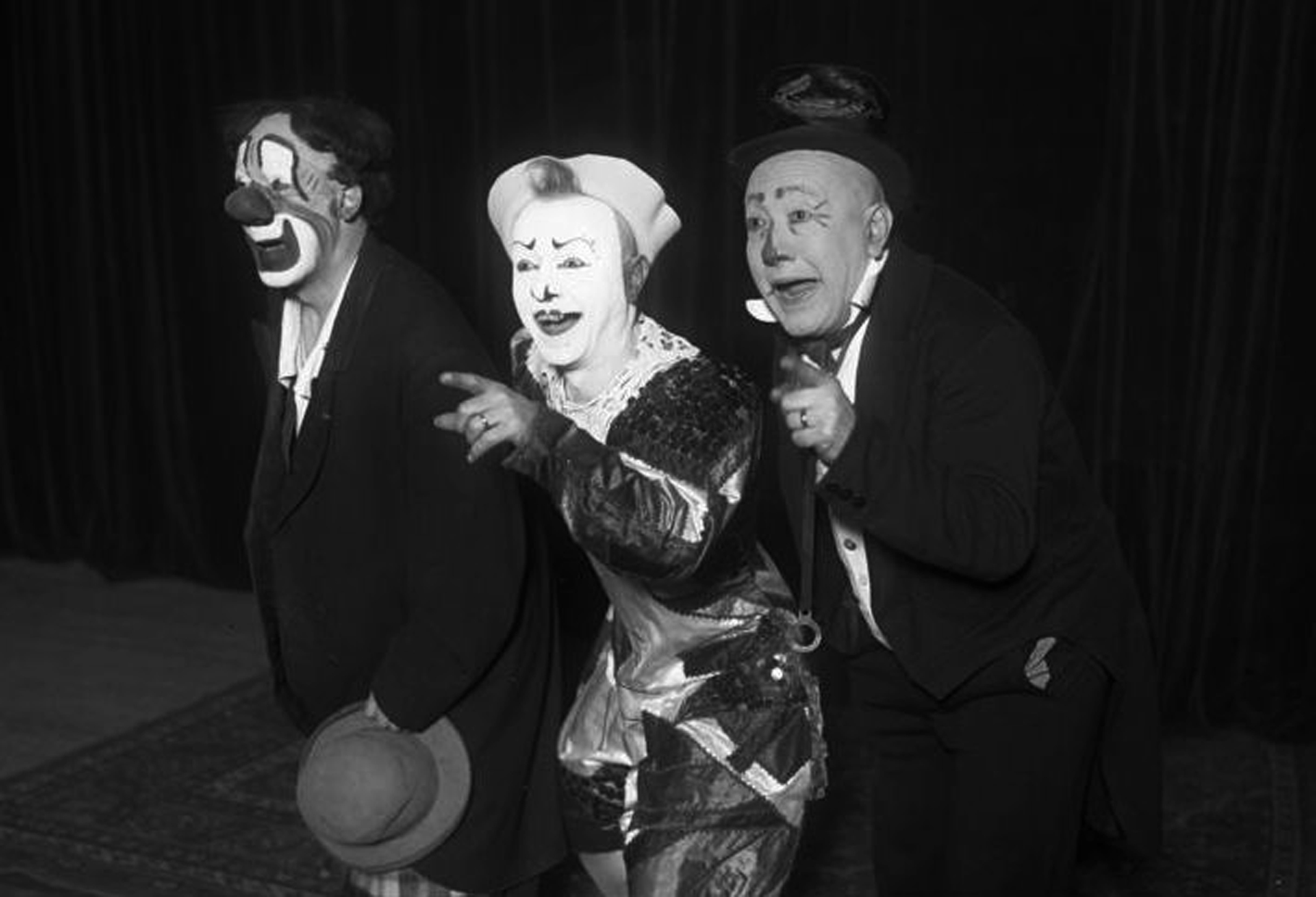
Les Fratellini en 1932, dont se sont inspirés Jan Werich et Jiří Voskovec.

On devrait la paternité du nom Théâtre libéré à Jiří Frejka (cs), et il signifierait théâtre libéré de toutes les conventions. Pour d'autres, il viendrait de la traduction tchèque de l'ouvrage de Alexandre Taïrov, Remarques du metteur en scène.

### Intentions
La première raison à laquelle on peut penser, pour expliquer sa création, c'est celle d'avoir voulu introduire la modernité dans le théâtre tchèque, et, comme le disait Karel Teige, créer un « véritable poème sur scène qui fasse appel aux cinq sens ».
Une autre explication est, selon Danièle Montmarte, qu'il s'agissait aussi de « casser l’axe culturel Berlin-Prague-Vienne au profit d’un axe Paris-Prague-Moscou. C’est essentiel. Il y a eu des rapprochements entre cette avant-garde tchèque et les surréalistes parisiens...  »

## Histoire

### Débuts

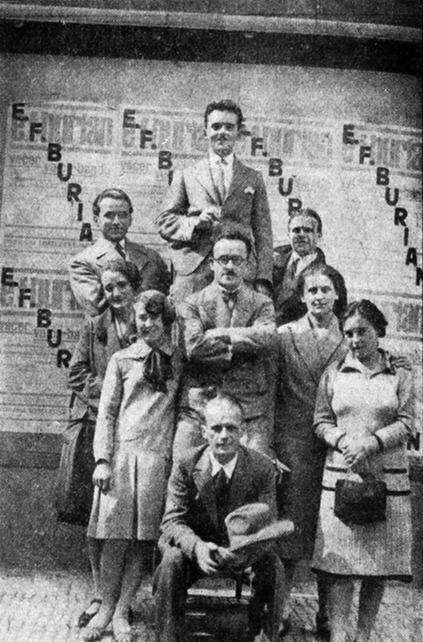
Emil František Burian et son en 1928, soit peu après qu'il a quitté le Théâtre libéré pour désaccords.

La première représentation eut lieu le 8 février 1926 avec un pastiche de George Dandin ou le Mari confondu de Molière, Cirkus Dandin (Le Cirque Dandin), qui n'eut pas beaucoup de succès. En 1927, le théâtre déménagea à Umělecká beseda, où Jiří Voskovec et Jan Werich firent leur première apparition sur scène, avec Vest pocket revue (cs), qui combinait gags dadaïstes, humour intello et chansons de jazz, et qui fut acclamée. La même année, Jaroslav Ježek les rejoignit, et, avec Jiří Voskovec et Jan Werich, ils formèrent le cœur du théâtre. Ils utilisaient des masques inspirés des clowns Fratellini du Cirque Medrano : celui de Voskovec par François Fratellini (en) et celui de Werich par Albert Fratellini (en).
Jiří Frejka (cs) et Emil František Burian quittèrent le théâtre à cause de disputes avec le metteur en scène Jindřich Honzl, un théoricien qui avait dirigé tous les spectacles du théâtre libéré. L'apport de ce quatuor (Honzl, Ježek, Voskovec, Werich) est considéré comme légendaire et est entré dans la légende.
Jusqu'en 1932, les spectacles du théâtre libéré revêtaient principalement un caractère divertissant, avec peu de répétitions, et un jeu essentiellement fondé sur l'improvisation et les réactions du public. V+W (comme fut surnommé le duo Voskovec / Werich) utilisait des thèmes historiques et des lieux exotiques (Sever proti jihu, Golem, Nebe na zemi, Fata morgana, Ostrov Dynamit, Smoking Revue) avec un accompagnement musical qui empruntait principalement au jazz. En 1931, Ježek établit un partenariat avec Karel Ančerl, qui deviendra ensuite chef de l'Orchestre philharmonique tchèque, qui dura jusqu'en 1933.
Le Théâtre libéré introduisit aussi le forbíny (de l'allemand Vorbühne, avant-scène) des dialogues improvisés sur l'avant-scène, proposant de réagir à des sujets politiques ou culturels, et c'est en 1932 que V+W firent leur première pièce politique, Caesar, qui fut jouée 191 fois et dont le thème était les dangers du nazisme. Ce fut à partir de ce moment que le Théâtre libéré fut considéré comme engagé (il a eu des vitrines brisées par une manifestation d'étudiants nationalistes, par exemple), avec d'autres pièces comme Osel a stín (L'Ane et l'ombre, en 1933, où Hitler prit très mal le fait d'être représenté par un âne en chair et en os). En 1934, V+W projetait de monter une pièce encore plus critique envers le nazisme, mais il y eut des problèmes avec la censure et des fortes pressions des officiels allemands, ce qui conduisit à l'expulsion, en 1935, du U Nováků Palace de la Umělecká beseda

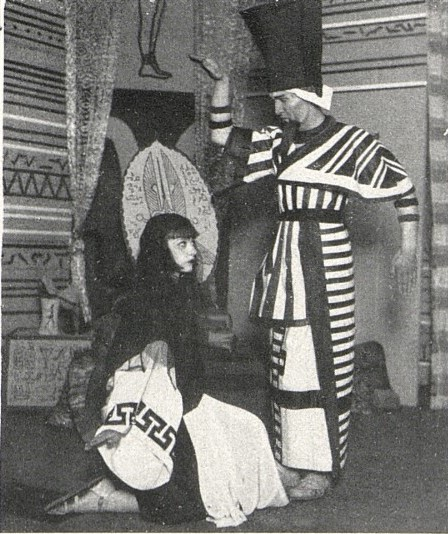
Hana Vítová et František Filipovský au Théâtre libéré en 1932. Photo parue dans Světozor (cs)
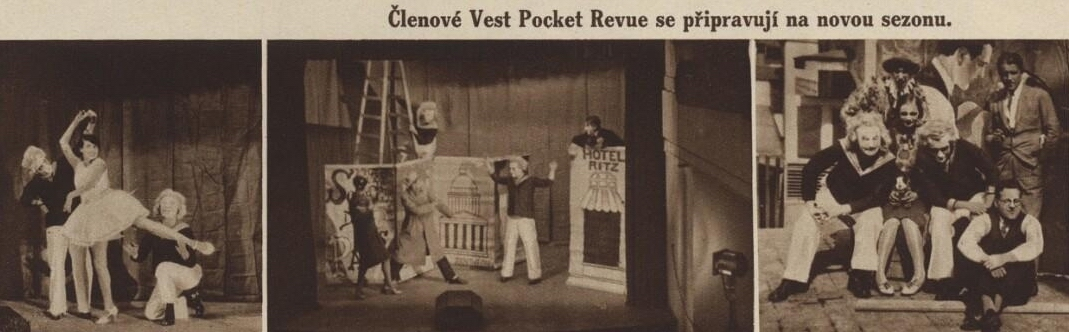
Photos de la Vest Pocket Revue de 1927.
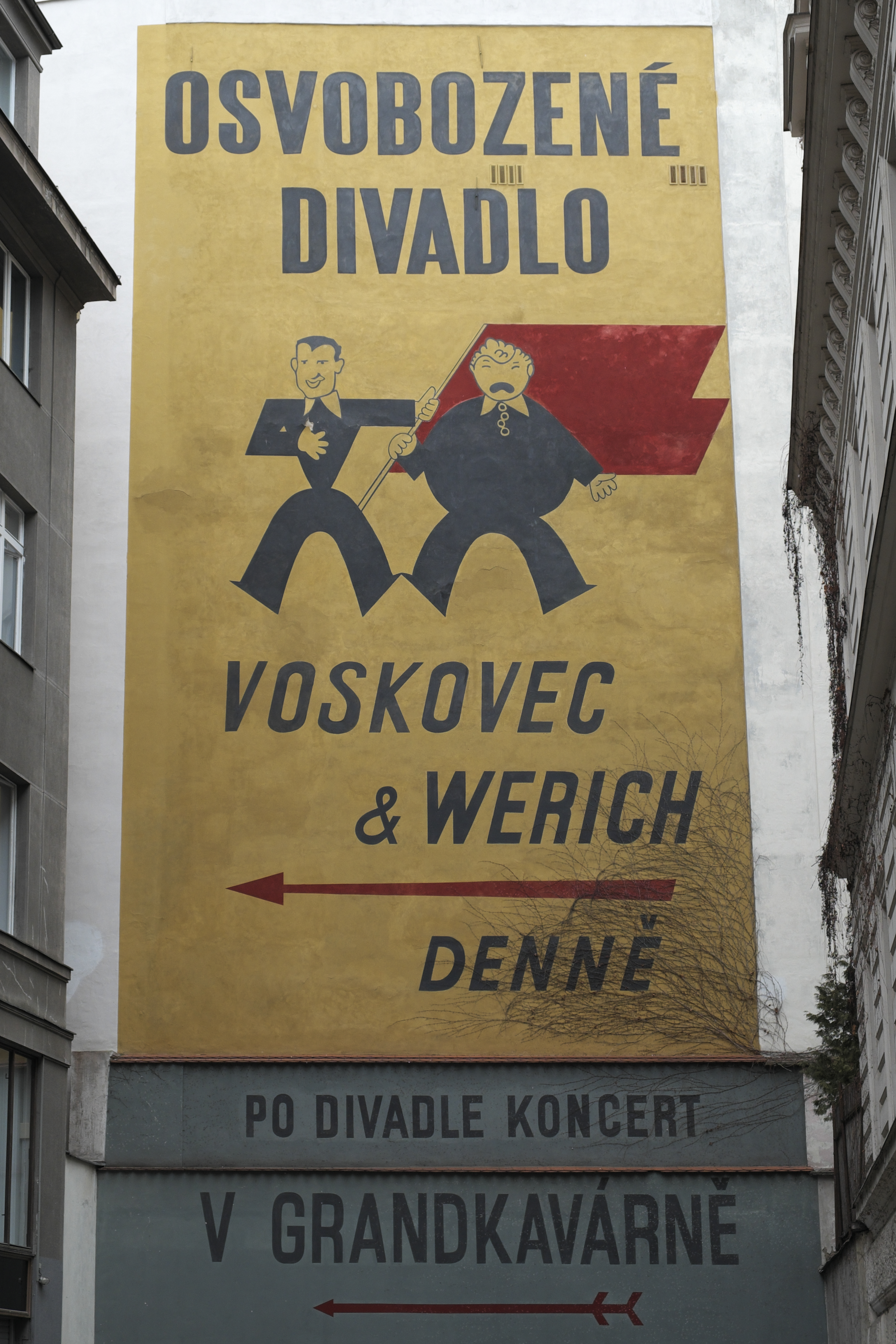
Affiche du Théâtre libéré

### Spoutané divadlo(le Théâtre enchaîné)
Après son expulsion, il changea de nom et devint le Théâtre enchaîné au Rokoko Theatre de la place Venceslas. Furent jouées des pièces comme Balada z hadrů (au sujet de François Villon) ou Těžká Barbora (en) (pièce encore jouée de nos jours).

### De nouveau le Théâtre libéré
En 1936, après le succès de Balada z hadrů, le Théâtre libéré revint au U Nováků Palace et présenta de nouvelles charges anti-nazies comme Svět za mřížemi, Pěst na oko ou Kat a blázen, dont les représentations avaient été émaillées de perturbations par les Fascistes, ce qui conduisit, le 10 novembre 1938, à la fermeture officielle du théâtre : en janvier 1939, Voskovec, Werich et Ježek durent émigrer aux États-Unis.

### 1946-1948
Après la Seconde Guerre mondiale, Voskovec et Werich revinrent d'exil (Ježek était mort à New York en 1942) et tentèrent de relancer le théâtre, mais l'atmosphère avait changé et n'était plus aussi bienveillante envers leurs satires. Après le Coup de Prague et la prise de pouvoir des communistes, Voskovec émigra de nouveau et le Théâtre libéré cessa définitivement d'exister.

## Apport

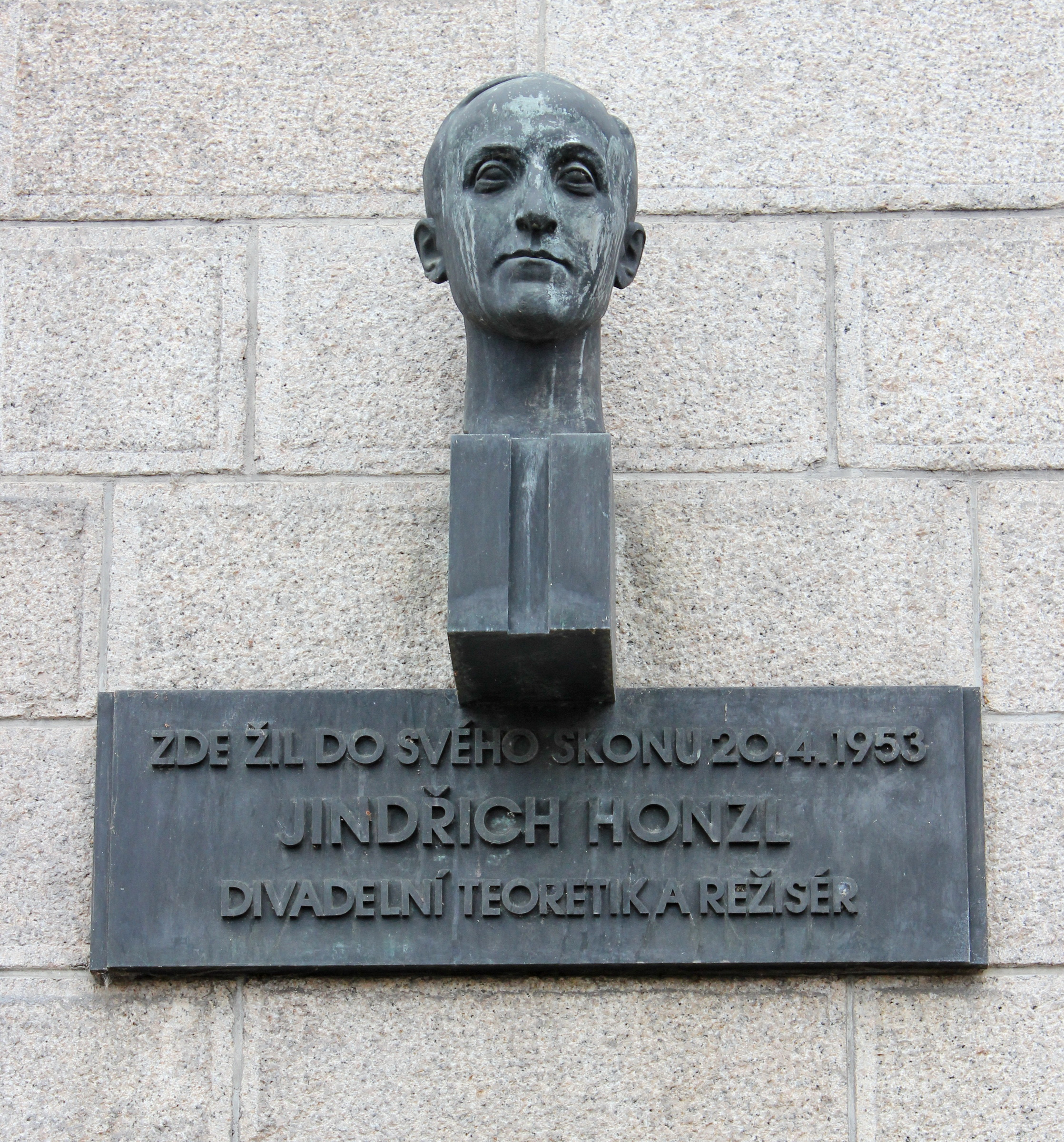
Jindřich Honzl fut aussi un metteur en scène du Théâtre libéré

- « Le Théâtre libéré je ne l'ai pas vu et je n'aurais pas pu le voir de mes propres yeux, je l'ai pourtant vécu en "écho" lorsque Werich était au théâtre ABC, où j'ai eu la chance de travailler une saison (c'était la dernière de Werich au théâtre) comme machiniste. À cette période-là je me suis rendu compte que le théâtre ne devait pas être uniquement la somme mécanique du texte, des acteurs, des metteurs en scène, des spectateurs et des placeuses, mais devait être quelque chose de plus : le foyer spirituel de l'époque. À cette période-là et là-bas, j'ai décidé de consacrer une partie de ma vie au théâtre » Václav Havel, dans sa préface au Théâtre libéré de Prague de Danièle Monmarte, Institut d'études slaves, 1991[8]
- « (...) c'était un music hall fondé sur le non sense. Tout cela peut passer pour une préfiguration du théâtre de l'absurde, à cette différence près qu'il n'y avait aucun arrière-plan philosophique. C'était l'amusement pour l'amusement » Bernard Michel, Prague, Belle Époque
- « Fuyant académisme et réalisme, renouant avec des formes anciennes de théâtres « populaires » (commedia dell'arte) et contemporaines (music hall, cabaret, variété, cirque, films de Chaplin), ils créent une débordante fantaisie dadaïste, surréaliste et poétiste (...) » Maria Delaperrière, Histoire littéraire de l'Europe médiane : des origines à nos jours, L'Harmattan, 1988
- « Pourtant, les pièces qu'il [le Théâtre libéré] nous donne sont le plus souvent d'une composition décousue, embarrassées de diversions et coupées d'intermèdes, avec une intrigue inconsistante et des caractères à peine dessinés. Quant aux interprètes, ils paraissent de bons amateurs, sans plus. On cherche en vain un talent personnel dans cette troupe qui n'a, il est vrai et c'est son excuse que de vagues fantoches à incarner. Tous les personnages reçoivent des gifles ou essuient des rebuffades, y compris les grandes dames, y compris Jules César, qu'on nous montre bien plus cocu qu'empereur. Mais, il y a Voskovec et Werich. Sitôt qu'apparaît ce couple, vêtu d'accoutrements clownesques, sorti d'on ne sait d'où, étranger en somme à l'action, le plateau s'anime et l'auditoire éclate de joie. La face lunaire et l'œil candide, occupés d'une absurde querelle qui a sûrement commencé dans les coulisses, ces deux pitres s'emparent de la scène, curieux, inutiles, couards et sans gêne comme de petits animaux. On les écoute avec délices. Toujours disputant, trébuchant contre les meubles et les notions, ils vont se trouver peu à peu mêlés aux événements, qu'ils commenteront avec le savoureux terre-à-terre du brave soldat Chveïk, dont ils ont la niaiserie » Georges Marot, Le Théâtre à Prague, théâtres de jeunes, Le Temps[9], 20 août 1934

- « Lors des premières années au Théâtre libéré, nous nous disions que si le plafond s’était effondré, cela aurait tué toute la culture tchèque. Car la salle était remplie très régulièrement de personnes qui appartenaient à l’élite de la culture tchèque. Il n’y avait pas que des acteurs, mais aussi des écrivains, des peintres, des sculpteurs, des critiques, des musiciens, des compositeurs - comme si chaque première avait été organisée par un des syndicats de la culture tchèque. »

František Filipovský 

## Personnalités liées au Théâtre libéré
- Jan Werich
- Jiří Voskovec
- Jaroslav Ježek
- Adolf Hoffmeister
- Jindřich Honzl
- Jiří Frejka
- František Filipovský
- Václav Trégl
- Jindřich Plachta
- Vladimír Šmeral
- Bohuš Záhorský
- Blanka Waleská
- Miloš Nedbal
- Zdeněk Štěpánek
- Jan Pivec
- Emil František Burian
- Jiřina Štěpničková
- Jindřich Štyrský
- Jaroslav Rössler, qui effectua un travail documentaire photographique sur le Théâtre libéré[11]

## Pièces ayant été jouées
Liste non exhaustive.

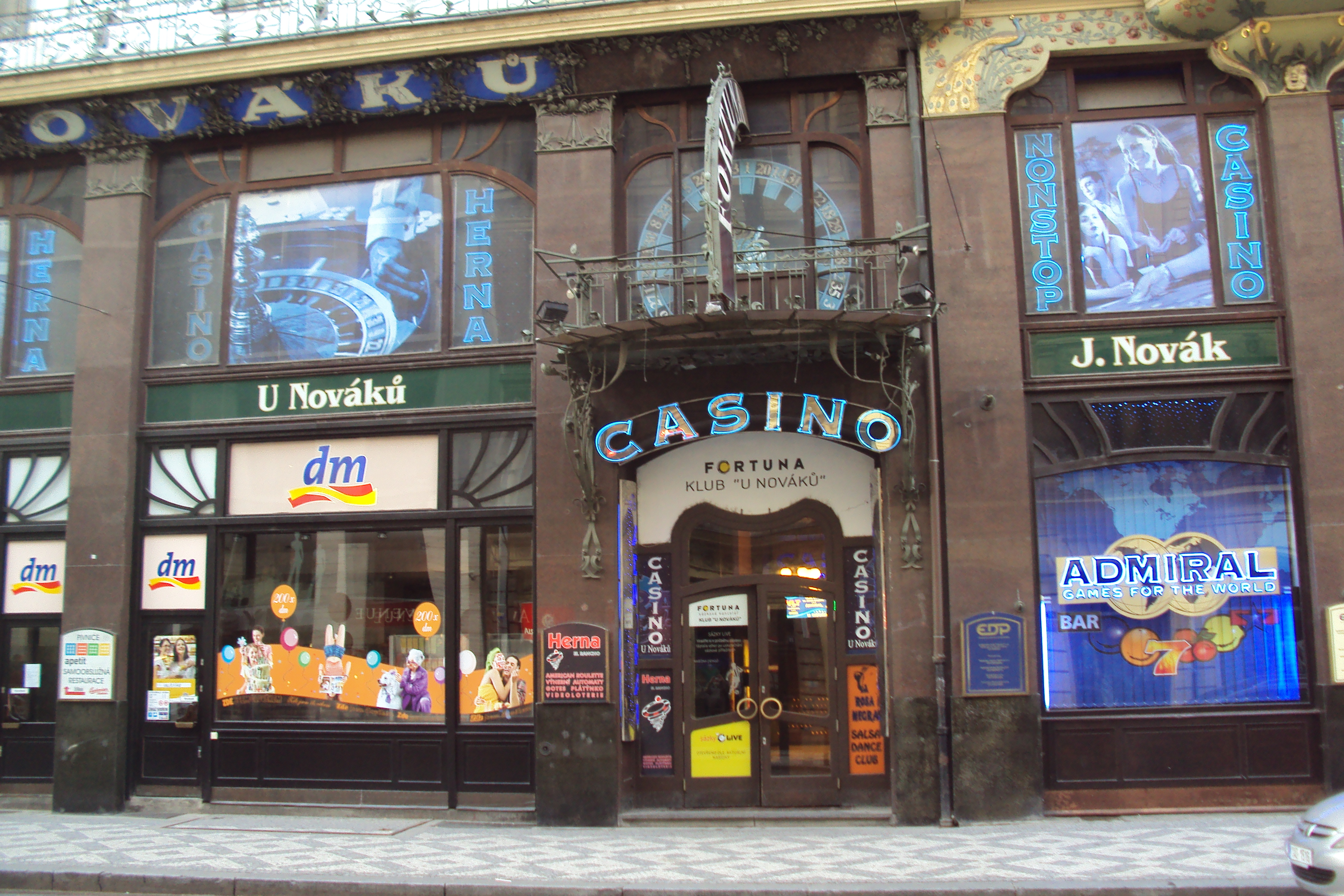
La galerie Novak, qui a abrité le Théâtre libéré

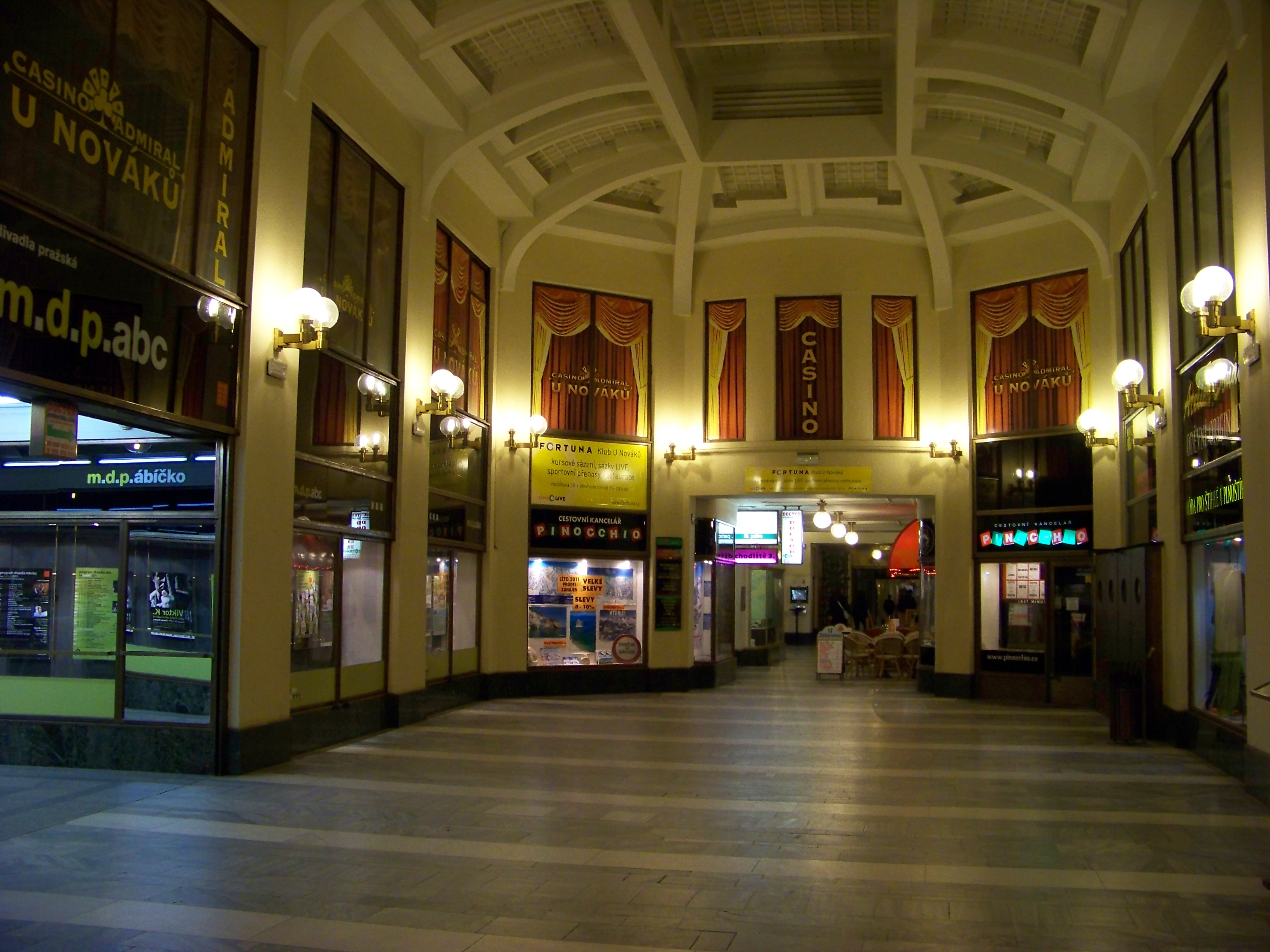
Intérieur du passage Novak.

- 1926 : Le Serein muet de Georges Ribemont-Dessaignes[13]
- 1926 : Le Télégramme sur roues de Vítězslav Nezval
- 1926 : Les Mamelles de Tirésias de Guillaume Apollinaire dans une traduction de Jaroslav Seifert[14], première le 23 octobre 1926[15]
- 1926 : Mathusalem d'Yvan Goll
- 1927 : Vest pocket revue (cs), première le 19 avril 1927
- 1927 ? : Assurance contre le suicide d'Yvan Goll
- 1928 : S'il vous plaît de Breton et Soupault, mise en scène de Jindřich Honzl[16]
- 1928 : Smoking revue (cs), première le 8 mai 1928
- 1928 : …si pořádně zařádit (cs) de Johann Nestroy. Première le
- 1928 : Orphée de Jean Cocteau dans une traduction de Jiří Voskovec[17]
- 1928 : Ubu roi d'Alfred Jarry dans une traduction de Jiří Voskovec
- 1929 : Le Bourreau du Pérou de Georges Ribemont-Dessaignes
- 1930 : L'Île dynammite
- 1932 : Caesar (divadelní hra) (cs)
- 1933 : Osel a stín (cs)
- 1934 : Le Bourreau et le Fou[18]
- 1935 : Trésor des Jésuites de Breton et Aragon[19], mise en scène de Jindřich Štyrský[20]
- 1936 : Le Ciel sur la terre Vsevolod Meyerhold assista à l'une des représentations et déclara que le Théâtre libéré était l'unique théâtre européen de commedia dell'arte[21]
- 1936 : La Ballade des haillons, inspirée par François Villon
- 1936 : Nebe na zemi (cs), au sujet de John Fletcher et Francis Beaumont
- 1937 : L'Envers et l'Endroit

## Source de la traduction
- (en) Cet article est partiellement ou en totalité issu de l’article de Wikipédia en anglais intitulé « Osvobozené divadlo » (voir la liste des auteurs).